# 察華遜卑詩渡輪碼頭

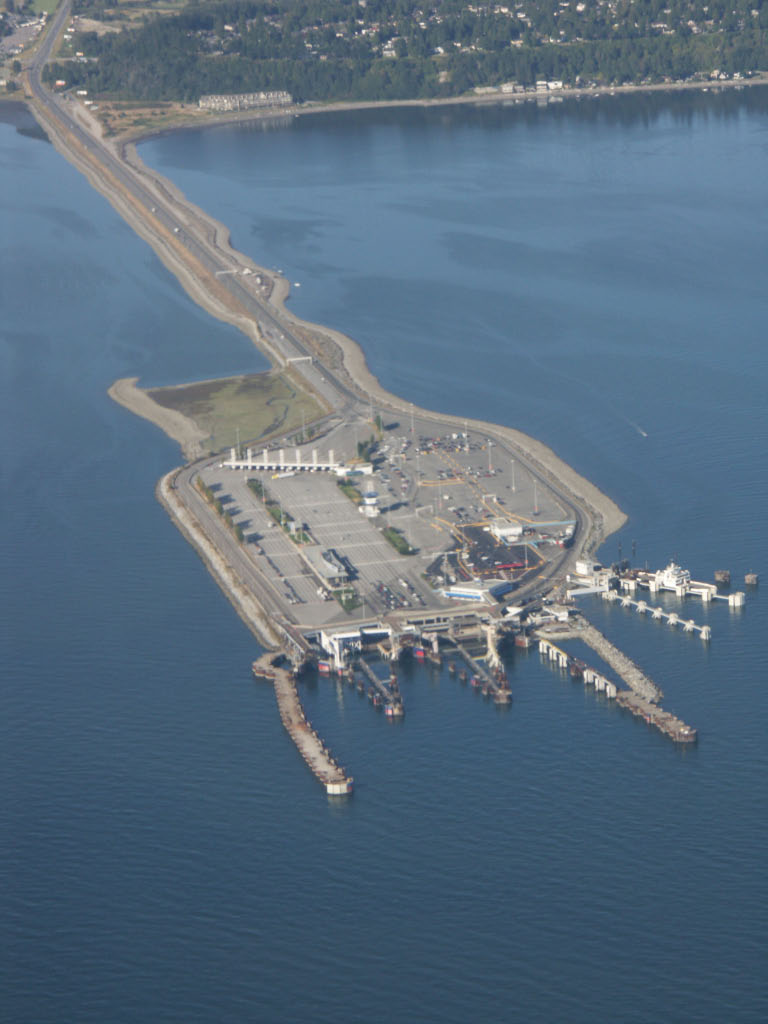
鳥瞰察華遜卑詩渡輪碼頭

察華森卑詩渡輪碼頭（英語：Tsawwassen Ferry Terminal）是一座位於加拿大卑詩省察瓦森的大型碼頭，佔地0.223平方公里，通過一條大約3公里的堤路（不列顛哥倫比亞省17號公路）連接卑詩省本土。
目前，察華遜卑詩渡輪碼頭由卑詩渡輪擁有和運作，同時也是17號公路的路徑點之一（但不是終點）。碼頭最繁忙的路線是往返溫哥華（察華遜）和維多利亞（史華茨灣卑詩渡輪碼頭）的路線，每日最少有八个班次的渡輪由溫哥華往維多利亞。